# Sarah McLachlan
Sarah McLachlan, O.C. (ur. 28 stycznia 1968 w Halifaksie) – kanadyjska wokalistka, pianistka i kompozytorka.
Jako dziecko pobierała lekcje śpiewu oraz gry na fortepianie. Jako nastolatka uczęszczała do Queen Elizabeth High School. W 1988 roku ukazał się jej debiutancki album pt. Touch, który uzyskał status platynowej płyty w Kanadzie i do 2006 rozszedł się w nakładzie ponad 40 mln egzemplarzy na całym świecie.
W 2005 roku wzięła udział w koncercie Live 8 w USA. 7 października 2008 wydała kompilację swoich przebojów pt. Closer: The Best of Sarah McLachlan, na której umieścił również dwie premierowe piosenki, w tym singiel "U Want Me 2".
Została trzykrotnie nagrodzona statuetką Grammy Awards: dwukrotnie w kategorii "Best Female Pop Vocal Performance" za Building a Mystery (1998) i I Will Remember You (2000) oraz raz w kategorii "Best Pop Instrumental Performance" za Last Dance (1997).

## Dyskografia

### Albumy studyjne
- Touch (1988, reedycja 1989)
- Solace (1991)
- Fumbling Towards Ecstasy (1993), reedycja Fumbling Towards Esctasy (Legacy Edition) (2008)
- Surfacing (1997)
- Afterglow (2003)
- Wintersong (2006)
- iTunes Originals – Sarah McLachlan (2006)
- Closer: The Best of Sarah McLachlan (2008)
- Laws Of Illusion (2010)

### Albumy koncertowe
- Live EP (1992)
- The Freedom Sessions (1994)
- Mirrorball (1999)
- Afterglow Live (2004)
- Mirrorball: The Complete Concert (2006)
- Live from Etown: 2006 Christmas Special (2006)

### Albumy kompilacyjne
- Rarities, B-Sides and Other Stuff (1996)
- Rarities, B-Sides and Other Stuff Volume 2 (2008)

### Albumy z remiksami
- Remixed (2001)
- Bloom: Remix Album (2005)

### Single
- „Vox” (1988)
- „Steaming” (1990)
- „The Path of Thorns (Terms)” (1991)
- „Into the Fire” (1991)
- „Drawn To the Rhythm” (1992)
- „Possession” (1993)
- „Hold On” (1994)
- „Good Enough” (1994)
- „I Will Remember You” (1995)
- „Building a Mystery” (1997)
- „Sweet Surrender” (1998)
- „Adia” (1998)
- „Angel” (1999)
- „I Will Remember You” (live) (1999)
- „I Love You” (2000)
- „Don’t Let Go” (feat. Bryan Adams) (2002)
- „Fallen” (2003)
- „God Rest Ye Merry Gentlemen” (Barenaked Ladies i Sarah McLachlan) (2003)
- „Stupid” (2004)
- „World On Fire” (2004)
- „Push” (live) (2005)
- „Noël” (Dash Berlin Remix) (2006)
- „U Want Me 2” (2008)

#### Z gościnnym udziałem
- „Silence” (Delerium feat. Sarah McLachlan) (2000)
- „Silence 2004” (Delerium feat. Sarah McLachlan) (2004)
- „Pills” (The Perishers feat. Sarah McLachlan) (2005)
- „Time After Time” (Cyndi Lauper feat. Sarah McLachlan) (2005)
- „Water’s Edge” (Cyndi Lauper feat. Sarah McLachlan) (2005)
- „Just Like Me” (D.M.C. feat. Sarah McLachlan) (2006)

## Wideografia
- Fumbling Towards Ecstasy (VHS, 1994)
- Sarah McLachlan Video Compilation 1989-1994 (VHS, 1995)
- Sarah McLachlan Video Compilation 1989-1998 (DVD, 1998)
- Mirrorball (DVD/VHS, 1999)
- Fallen/Stupid (DVD, 2004)
- Afterglow Live (DVD, 2004)
- VH1 Storytellers (DVD, 2004)
- Fumbling Towards Ecstasy Live (DVD, 2005)
- Sarah McLachlan: A Life of Music (DVD, 2005)